# Route nationale 598
La route nationale 598 ou RN 598 était une route nationale française reliant Banassac à Génolhac. À la suite de la réforme de 1972, elle a été déclassée en RD 998.

## Ancien tracé de Banassac à Génolhac (D 998)
- Banassac
- La Canourgue
- Laval-du-Tarn
- Sainte-Enimie

La RN 598 faisait un tronc commun avec la RN 107BIS et la RN 107 pour rejoindre Florac.
- Florac
- Bédouès
- Cocurès
- Le Pont-de-Montvert
- Col de la Croix de Berthel
- Saint-Maurice-de-Ventalon
- Vialas
- Génolhac